# Harald Torsslow

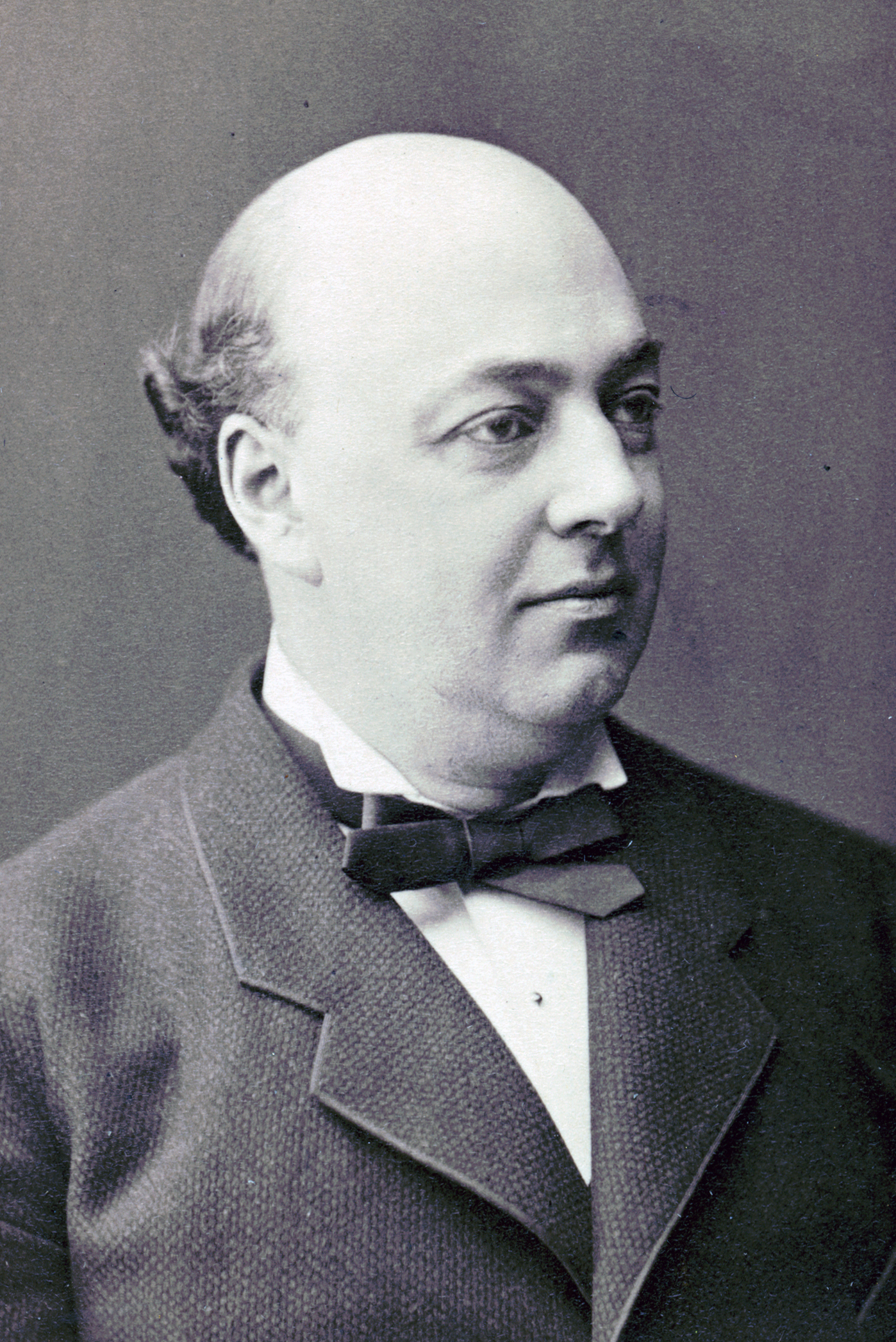
Harald Torsslow, 1886

Sten Harald Torsslow (* 10. Februar 1838 in Kristianstad, Schonen, Schweden; † 7. Dezember 1909 in Stockholm) war ein schwedischer Schauspieler, Opernsänger und Landschaftsmaler der Düsseldorfer Schule.

## Leben

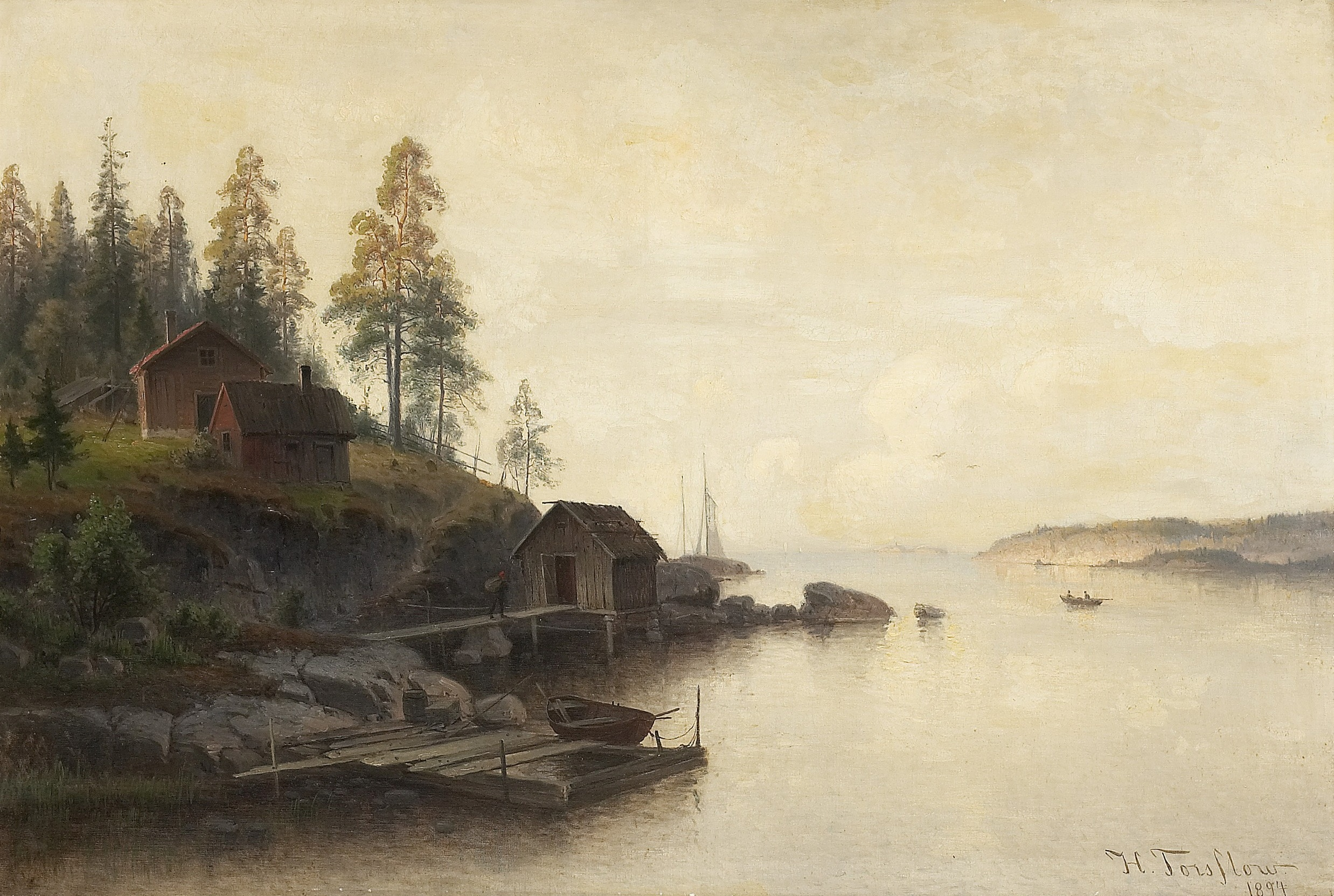
Küstenlandschaft, 1894

Torsslow, Sohn der Schauspieler Olof Ulrik Torsslow (1801–1881) und Sara Fredrika (geborene Strömstedt, 1795–1859), studierte Malerei an der Kunstakademie Stockholm. In den Jahren 1857 bis 1859 war er als Schauspieler an der Königlichen Oper in Stockholm angestellt. 1859 ging er nach Düsseldorf, wo ihn der norwegische Landschaftsmaler Hans Fredrik Gude bis 1860 in der Malerei privat unterrichtete. 1864 bis 1888 arbeitete er wieder an der Königlichen Oper Stockholm, nunmehr als Sänger in Tenor- und Baritonrollen. Parallel malte er. 1869 wurde er Mitglied (agré) der Kunstakademie Stockholm.